# Cantón de Lhuis
El cantón de Lhuis (en francés canton de Lhuis) era una división administrativa francesa del departamento de Ain, en la región de Ródano-Alpes.

## Composición
El cantón incluía doce comunas:
- Bénonces
- Briord
- Groslée
- Innimond
- Lhuis
- Lompnas
- Marchamp
- Montagnieu
- Ordonnaz
- Saint-Benoit
- Seillonnaz
- Serrières-de-Briord

## Supresión del cantón
En aplicación del decreto n.º 2014-147 del 13 de febrero de 2014, el cantón de Lhuis fue suprimido el 1 de abril de 2015 y sus 12 comunas pasaron a formar parte; once del nuevo cantón de Lagnieu y uno del nuevo cantón de Belley.